# Ruhner Berge (gmina)
Ruhner Berge – gmina w Niemczech, w kraju związkowym Meklemburgia-Pomorze Przednie, w powiecie Ludwigslust-Parchim, wchodzi w skład związku gmin Amt Eldenburg Lübz. Powstała 1 stycznia 2019 z połączenia gmin Marnitz, Suckow oraz Tessenow. Nazwa gminy pochodzi od moreny czołowej o tej samie nazwie, sięgająca 176,8 m n.p.m.
Leży na południe od miasta Parchim, na granicy z krajem związkowym Brandenburgia.
Przez teren gminy przebiega autostrada A24 oraz droga krajowa B321.